# Lampung
Lampung je jedna z provincií Indonésie. Nachází se na samém jihu Sumatry. Na ploše 35 384 km² (lze najít i jiné údaje) zde žije přes 7 milionů lidí.
Hlavním a největším městem je Bandar Lampung, přístav v jednom ze zálivů na jižním pobřeží Sumatry.
Značnou část obyvatelstva Lampungu tvoří lidé přesídlení z přelidněných oblastí (Jáva apod.).
Sousedními provinciemi jsou Bengkulu a Jižní Sumatra na severu. Sundský průliv odděluje Lampung od provincie Banten na ostrově Jáva. V průlivu se nachází také sopka Krakatau.